# Philip Elhage
Philip Elhage ( 11 april 1982) is een Curaçaos sportschutter die ook uitkomt voor Aruba.
Bij de Olympische Zomerspelen van 2008 in Peking (China) kwam hij namens de Nederlandse Antillen uit op het onderdeel 10 meter luchtpistool schieten. Hij kon aan deze spelen deelnemen dankzij een 'wild card'. Elhage behaalde tijdens de kwalificatieronde 566 punten waarmee hij van de 48 deelnemers eindigde op de 46e plaats.
Voor de Olympische Spelen in Tokio kreeg Elhage een wildcard . Hij komt uit voor Aruba. Hij nam in 2019 voor Aruba  deel aan de Pan-Amerikaanse Spelen omdat Curaçao geen lid is van Panam Sports die de Pan-Amerikaanse Spelen organiseert. 